# Tilda Swinton
Katherine Matilda Swinton (sinh ngày 5 tháng 11 năm 1960) là nữ diễn viên người Anh Quốc. Bà từng thắng giải Oscar cho nữ diễn viên phụ xuất sắc nhất và giải BAFTA cho nữ diễn viên phụ xuất sắc nhất với vai Karen Crowder trong phim Michael Clayton (2007). Bà cũng đã nhận được ba đề cử giải Quả cầu vàng trong sự nghiệp của mình.
Swinton bắt đầu sự nghiệp của mình trong phim thử nghiệm, đạo diễn bởi Derek Jarman, bắt đầu với Caravaggio (1986), followed by The Last of England (1988), War Requiem (1989), và The Garden (1990). Swinton đã giành được Cúp Volpi cho Nữ diễn viên xuất sắc nhất tại Liên hoan phim Venice với vai diễn Isabella of France trong Edward II (1991). Bà tiếp theo đóng vai chính trong phim của Sally Potter có tựa Orlando  (1992), và được đề cử cho Giải thưởng điện ảnh châu Âu cho nữ diễn viên xuất sắc nhất.
Swinton được đề cử Giải Quả cầu vàng cho vai diễn trong The Deep End (2001). Bà tiếp tục diễn xuất trong Vanilla Sky (2001), Adaptation (2002), Constantine (2005), Julia (2008), and I Am Love (2009). Bà đã giành được Giải thưởng điện ảnh châu Âu cho nữ diễn viên xuất sắc nhất và nhận được một đề cử cho Giải thưởng BAFTA cho nữ diễn viên chính xuất sắc nhất cho phim kinh dị tâm lý We Need to Talk About Kevin (2011). Bà cũng được biết đến với vai diễn Phù thủy trắng trong Chronicles of Narnia series (2005–10). Những bộ phim khác của bà xuất hiện bao gồm Female Perversions (1996), The War Zone (1998), The Beach (2000), Thumbsucker (2005), The Curious Case of Benjamin Button (2008), Burn After Reading (2008), Moonrise Kingdom (2012), Only Lovers Left Alive (2013), Snowpiercer (2013), The Grand Budapest Hotel (2014), Trainwreck (2015), A Bigger Splash (2015), Doctor Strange (2016), Okja (2017), Suspiria (2018) và Avengers: Endgame (2019).
Swinton được trao giải Giải thưởng Richard Harris bởi Giải thưởng phim độc lập Anh để ghi nhận những đóng góp của bà cho ngành công nghiệp điện ảnh Anh. Vào năm 2013, bà đã được trao tặng một cống phẩm đặc biệt bởi Bảo tàng Nghệ thuật Hiện đại.

## Thời trẻ
Kinda Matilda Swinton sinh ngày 5 tháng 11 năm 1960 tại London, con gái của Judith Balfour (nhũ danh Killen; 1929–2012) and Sir John Swinton. Bà có 3 anh em trai. Cha bà là một thiếu tướng đã nghỉ hưu trong Quân đội Anh, và là Trung úy của Berwickshire từ năm 1989 đến 2000. Mẹ bà là người Úc.

## Danh sách phim

### Điện ảnh
| Năm  | Tên phim                            | Vai diễn                                    | Ghi chú    |
| ---- | ----------------------------------- | ------------------------------------------- | ---------- |
| 2014 | The Grand Budapest Hotel            | Quý bà Céline Villeneuve Desgoffe und Taxis |            |
| 2016 | Doctor Strange: Phù thủy tối thượng | The Ancient One                             |            |
| 2019 | Avengers: Hồi kết                   | The Ancient One                             |            |
| 2021 | The French Dispatch                 | J.K.L. Berensen                             |            |
| 2022 | Pinocchio của Guillermo del Toro    | Fairy with Turquoise Hair                   | Lồng tiếng |